# Kruis voor Trouwe Dienst (Schaumburg Lippe)
Schaumburg-Lippe heeft in twee oorlogen een Kruis voor Trouwe Dienst (Duits: Kreuz für treue Dienste) ingesteld. Het eerste kruis werd in 1870 ingesteld voor de Frans-Duitse Oorlog. Het tweede kruis had hetzelfde model en dezelfde naam. Details zoals materiaal, jaartal en vorstelijk monogram verschillen.
Het kruis uit 1870 was van verguld brons en droeg het monogram "L" voor Ludwig.
Sinds 1866 was het kleine leger van het prinsdom onderdeel van het Pruisische leger. Het was te klein om zelf een brigade of een regiment te vormen en de Schaumburgers werden als
Westfälisches Jäger-Bataillon Nr. 7 in de residentiestad Bückeburg gekazerneerd. Zij maakten deel van de 26e brigade van het VIIe legerkorps. Ten tijde van de mobilisatie werd ook een
Reserve-Jäger-Bataillon Nr. 7. gevormd dat in de loop van de oorlog met het Reserve-Jäger-Bataillon Nr. 20 werd uitgebreid. Ook in andere Westfaalse regimenten dienden onderdanen van de prins van Schaumburg-Lippe.
In 1870 vochten de troepen tegen Frankrijk en in 1914 tegen Rusland aan het oostfront en Engeland en zijn Gemenebest, Frankrijk, België, de Verenigde Staten en Portugal aan het westfront.
Het opnieuw ingestelde Kruis voor Trouwe Dienst, was tijdens de Eerste Wereldoorlog de belangrijkste militaire onderscheiding van het vorstendom Schaumburg-Lippe. Het nam de plaats in van de nog maar zelden toegekende Medaille voor Militaire Verdienste uit 1849.
Van het in 1914 ingestelde kruis werden 10.397 exemplaren uitgereikt. 2.174 daarvan aan prinsen en aan officieren en 7.942 aan onderofficieren en soldaten.
Dit kruis was de Schaumburgse evenknie van het Pruisische IJzeren Kruis. Men moest het IJzeren Kruis hebben verworven alvorens recht te hebben op deze onderscheiding en net als bij het IJzeren Kruis en veel andere Duitse onderscheidingen van de hertogdommen en koninkrijken binnen het Duitse Rijk was er een kruis aan een lint voor non-combattanten als artsen en geestelijken. Dit kruis werd zoals gebruikelijk in Duitsland gedragen aan een lint dat het spiegelbeeld van dat van de soldaten was. Hier is bij de non-combattanten een rode streep aan iedere zijde toegevoegd. Er werden 281 van deze benoemingen gedaan.
Zesendertig Duitse prinsen waaronder keizer Wilhelm II, Koning van Pruisen (zie: Lijst van onderscheidingen van Wilhelm II) en elf prinsen van Schaumburg-Lippe ontvingen wat men wel het Kruis der Ie Klasse noemt en dat als een Steckkreuz, zonder lint, op de borst werd gedragen. In het statuut van de onderscheiding is geen Ie Klasse voorzien en men mag deze goudbronzen versie van deze onderscheiding dan ook zien als een aan de onderscheiding toegevoegde uitvoering voor vorsten.
Op het verguld bronzen kruis, een kruis van Genève, dat iets concave armen heeft, is de tekst "FÜR TREUE DIENSTE" met het jaartal "1870" of "1918" te lezen. In het midden staat een door een vorstenkroon gedekt verstrengeld monogram "AG" voor Adolf I George van Schaumburg-Lippe of een "A" voor Adolf II van Schaumburg-Lippe. De keerzijde is vlak.
Ook de beroemde jachtvlieger Manfred von Richthofen en Veldmaarschalk Paul von Hindenburg droegen dit kruis.
Na de val van de Schaumburg-Lippische dynastie in november 1918 werd het kruis niet meer toegekend.
Zie ook: Het vergelijkbare Kruis voor Oorlogsverdienste van Lippe.

## Decorati
- Siegfried Seidel-Dittmarsch (2e Klasse)